# Governo della Bielorussia
Il Consiglio dei ministri della Repubblica di Bielorussia' (in bielorusso Савет Міністраў Рэспублікі Беларусь?, Savet Ministraŭ Rėspubliki Belarus) è un organo collegiale che detiene de iure il potere esecutivo in Bielorussia. La sua struttura e i suoi doveri sono definiti dalla Costituzione.
Il Consiglio è presieduto dal Primo ministro, nominato dal Presidente della Repubblica di Bielorussia previo consenso della Camera dei rappresentanti, ed è composto: dal Primo ministro e dai suoi vice, dai ministri, dal capo dell'Amministrazione presidenziale, dal governatore della Banca nazionale, dai presidenti dei comitati statali, dal capo di stato maggiore, dal presidente dell'Accademia Nazionale delle Scienze, dal presidente dell'Unione repubblicana delle società dei consumatori e da eventuali altri funzionari per decreto del Presidente della Repubblica. Proprio il Presidente, che è capo di Stato, è de facto anche capo del governo.